# De universo

De universo ou De rerum naturis (De la nature des choses en français) est une encyclopédie en 22 tomes de Rabanus Maurus assemblée entre 842 et 846 sur la base des Étymologies (Etymologiæ) d’Isidore de Séville.

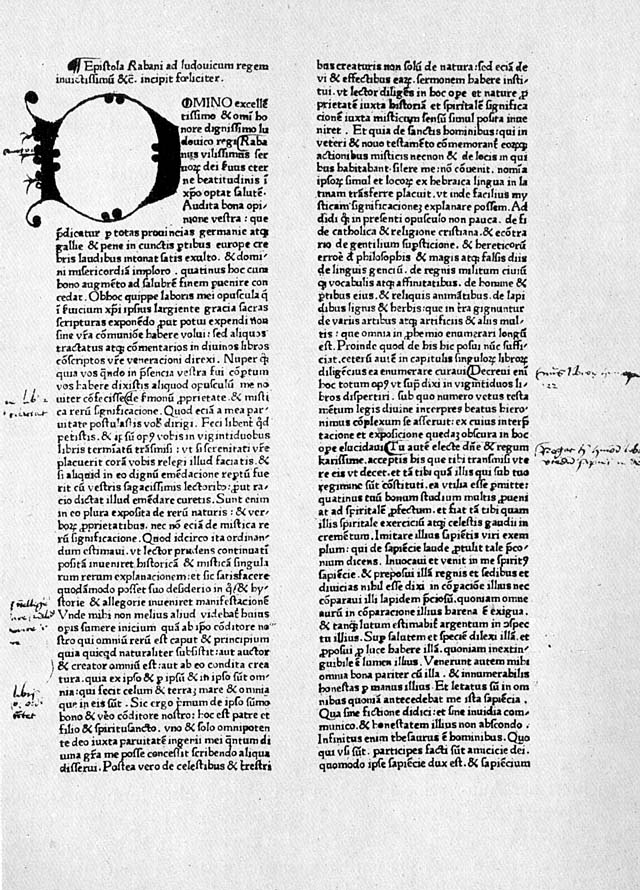
Impression de De universo avec marginalia

Sa première version imprimée (par Adolf Rusch) date vraisemblablement de 1466. Deux impressions postérieures existent également, l’une de George Colvener en 1627 et l’autre de Jacques-Paul Migne en 1851.